# Pla d'Almatà
El Pla d'Almatà és un jaciment arqueològic a la ciutat de Balaguer (Noguera), declarat Bé cultural d'interès nacional.
Ocupa un total de 27 hectàrees, pràcticament tota l'altiplà conegut amb el mateix nom. Es troba delimitat pels penya-segats del riu Segre a l'est i el barranc d'Alcoraç –conegut com a barranc dels rucs-, al sud. Des de l'any 2005 els treballs arqueològics s'han desenvolupat a l'àrea coneguda com a Zona 5, una àrea residencial de la ciutat en la qual s'han identificat nou cases i dos carrers disposats de forma octogonal. Està declarat Bé Cultural d'Interès Nacional segons l'acord de govern GOV/118/2006 de 19 de setembre.

## Origen del nom
El lingüista Joan Coromines considerà que etimològicament el nom era d'origen àrab, però va ser Pere Balañà el que el va relacionar amb un substantiu àrab derivat de l'arrel matana, que significa lloc fort, protegit, reforçat o terraplè. Continuant amb la hipòtesi, Raimon Martí en el seu diccionari àrab-llatí i llatí àrab (s. XIII), situa l'arrel uata com a traducció de planícies, fet que duu a pensar que el derivat d'aquesta forma, Almatà, hauria significat el pla, fet que incorre amb una tautologia produïda, segurament, per la incomprensió dels repobladors cristians del significat exacte del nom en àrab.

## Inicis de les investigacions
Els primers historiadors de la ciutat de Balaguer, Josep Maria Pou i Pere Sanahuja, recullen la descripció que efectua Francesc Borràs el 1802 de les restes que es veien en la zona del Pla d'Almatà i que, segons Borràs, devien ser estructures antigues del primer nucli urbà de la ciutat.
Josep Maria Pou conclogué “amb molta probabilitat que antigament la ciutat de Balaguer estava construïda en el pla d'Almatà i que durant la dominació musulmana fou traslladada al costat del riu, mentre que a dalt va continuar residint la comunitat cristiana, si bé atribuïa un origen romà a les estructures defensives del Pla d'Almatà. No serà fins a mitjan segle XX que Rodrigo Pita apuntà la possibilitat d'una posterior reocupació islàmica d'un indret en origen romà, fins que als anys seixanta del segle XX Díez-Coronel desestimà l'origen romà i per primer cop s'associaren les muralles a un campament militar islàmic del segle viii. La muralla, l'element més visible des d'antic, envolta una superfície total d'unes vint-i-set hectàrees. Dins del perímetre s'han realitzat diverses intervencions des que l'any 1982, gairebé de forma casual, es descobreixen uns forns de ceràmica en el transcurs de la realització dels fonaments d'una estructura esportiva municipal que, finalment, no s'arribà a construir.

## La muralla

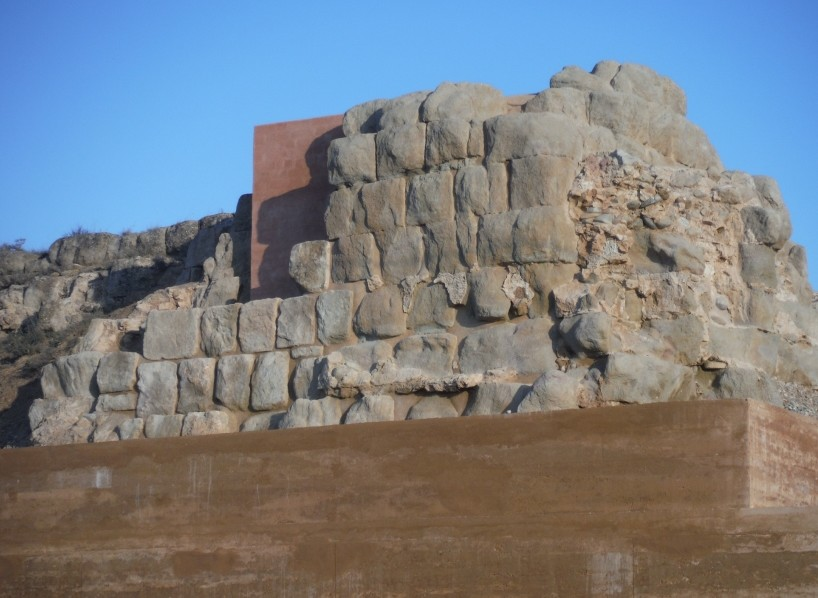
Vista general d'una de les torres de la muralla del Pla d'Almatà. Museu de la Noguera

La fase més antiga del jaciment s'associa a aquest campament militar islàmic del segle viii, que actuaria com a base per a les incursions cap a la Septimània francesa, si bé les restes d'aquesta fase es limiten a alguns fragments ceràmics recuperats durant els anys vuitanta i noranta, mentre que la muralla és l'únic element construït conservat i que tradicionalment s'ha relacionat amb el campament militar. En l'actualitat conservem més de 700 metres lineals de muralla, principalment a les cares nord i est del jaciment, on s'hi adhereixen un total de vint-i-quatre torres de planta rectangular (5 x 2,5 m) que es poden observar en part, encara avui dia, en alçat.

## Madina Balagí
Les excavacions dutes a terme a l'interior del recinte murallat han posat de manifest l'estructura d'una Madina, datada a l'entorn de la segona meitat del segle x i tot el llarg del segle xi, que perdura fins a l'any 1105, any en què es produeix la caiguda definitiva de la ciutat a mans cristianes. De moment no han aparegut restes estructurals que puguin situar-se en un moment anterior. Desconeixem, per tant, com es va produir l'evolució de campament militar a medina consolidada a l'entorn del segle xi.
La zona residencial coneguda i excavada del Pla d'Almatà es troba al sector sud del jaciment, on s'han excavat de forma extensiva un total de quatre cases (durant els anys 2005-2009), que se sumen a les tres cases excavades en una intervenció als anys vuitanta. Aquestes últimes se situen al barri dels terrissaires, a jutjar per les estructures localitzades (tres forns de ceràmica i diverses cubetes de tractament d'argila). Tot i la diferència de zona, totes set cases presenten una construcció similar, fins i tot amb altres ciutats com Lleida o Tortosa. Són de planta rectangular i construïdes sobre un sòcol de còdols de riu i, ocasionalment, sobre carreus de pedra sorrenca. Sobre el fonament s'aixeca un encofrat de tàpia. Fins al moment totes les cases són de planta baixa, d'uns 160-180 m2 i cobertes amb teulada àrab, si bé també s'han documentat, en alguns casos, teulada de canyís. Els paviments, en canvi, són de terra premsada i sovint presenten restes del enlluït de la paret. Els patis interiors tenen una superfície grollera, formada per terra i graves sense compactar.